# Deutscher Preis für Denkmalschutz
Der Deutsche Preis für Denkmalschutz wird alljährlich vom Deutschen Nationalkomitee für Denkmalschutz verliehen. 

## Beschreibung

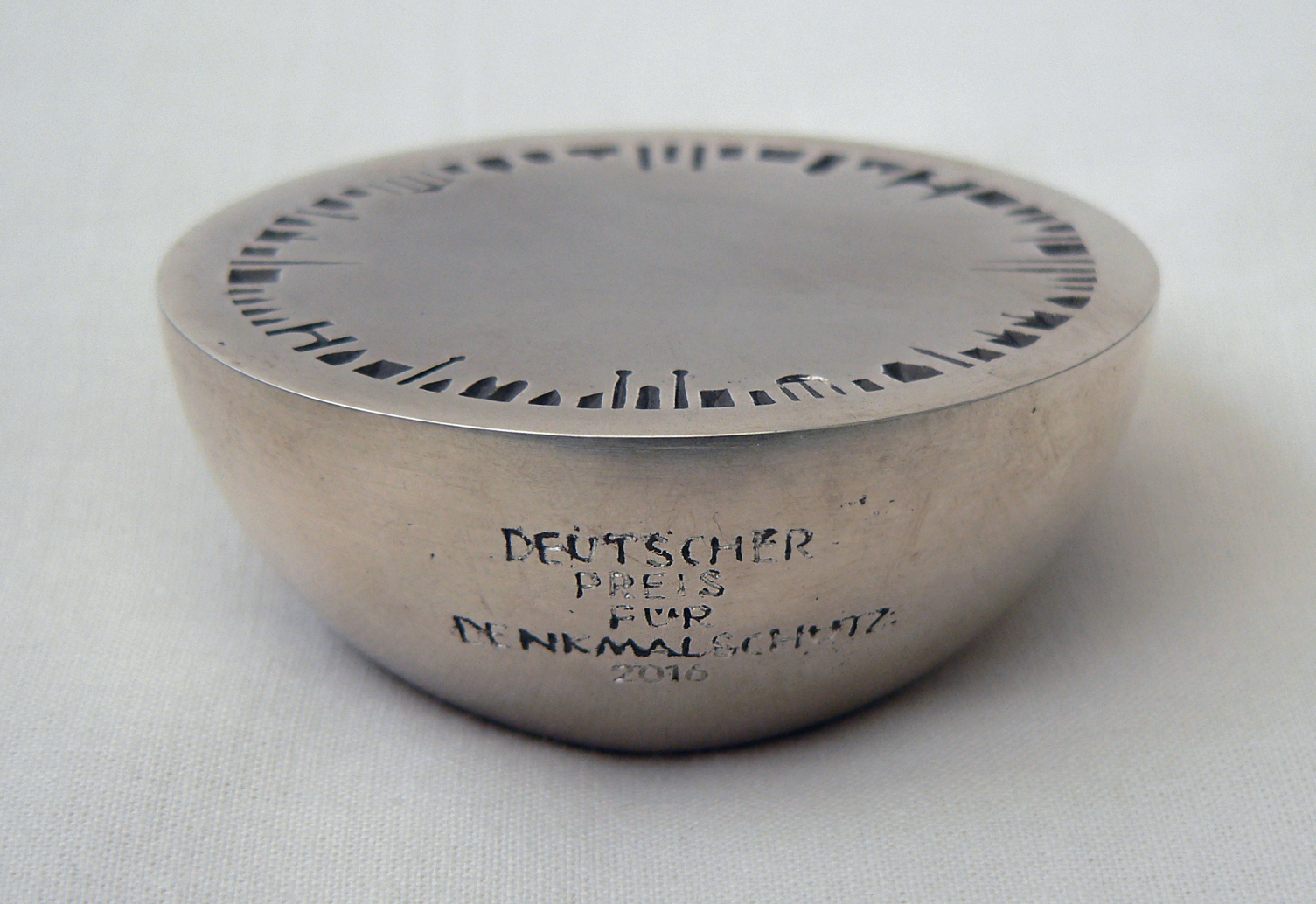
Silberne Halbkugel als eine Kategorie des Deutschen Preises für Denkmalschutz

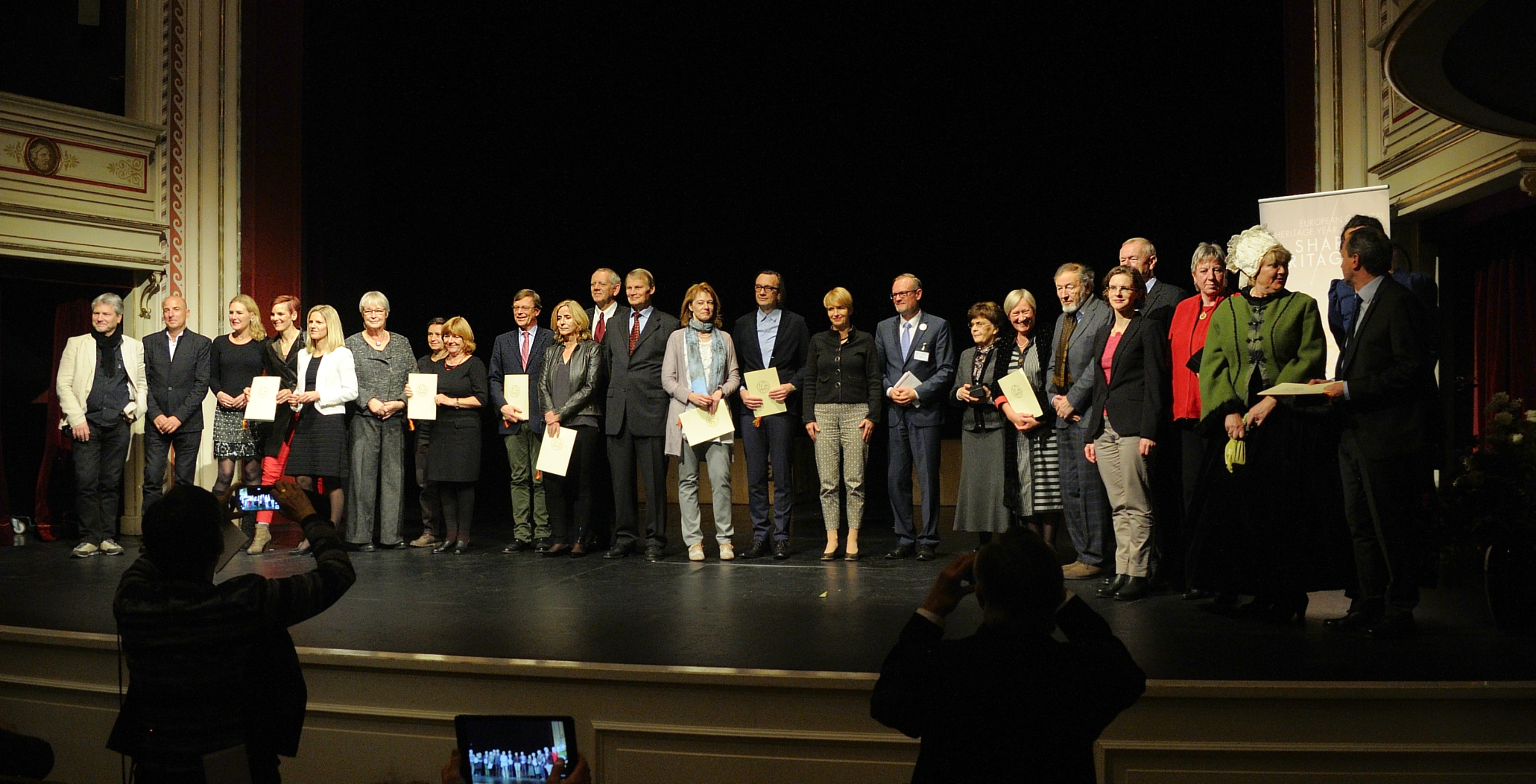
Preisträger im Theater Görlitz, 2016

Der Preis gliedert sich in drei Kategorien: Der Karl-Friedrich-Schinkel-Ring, geschaffen von Professor Hermann Jünger, München, und die Silberne Halbkugel, ein Werk von Professor Fritz Koenig, Landshut, werden an Personen oder Personengruppen vergeben, die durch ihre Initiative einen wichtigen Beitrag zur Erhaltung und Rettung von Gebäuden, Ensembles, Altstadtkernen, Dörfern und archäologischen Denkmälern geleistet haben. Mit dem Medienpreis, dotiert mit 3000 €, werden Journalisten, Medienschaffende und Aktive in den Sozialen Medien, die in ihrer Arbeit kontinuierlich auf die speziellen Fragestellungen und Probleme von Denkmalschutz und Denkmalpflege aufmerksam gemacht haben, ausgezeichnet.

## Preisträger
(Quelle: Deutsches Nationalkomitee für Denkmalschutz)

### 1978
- Karl-Friedrich-Schinkel-Ring: Lord Duncan Sandys (London), Erich Kapitzke (Eltville), Christian Wallenreiter (München)
- Ehrengabe: Ulrich Conrads (Bauwelt), Siegfried Nagel und Heidrun Otte (Handelsblatt)
- Journalistenpreise: Gottfried Kirchner (ZDF), Heidi Barbara Kloos (Süddeutscher Rundfunk), Hans-Günter Richardi (Süddeutsche Zeitung Dachau), Hartwig M. A. Suhrbier (Frankfurter Rundschau, Köln); weitere Urkunden für: Richard Borek (Braunschweig), Arthur Wiswedel (Braunschweig), Ernst Wittermann (Weilheim/Obb.)

### 1979
- Karl-Friedrich-Schinkel-Ring: Alfred A. Schmid, Fribourg/Schweiz; Hermann Schmitt-Vockenhausen, Bad Soden
- Silberne Halbkugel: Carl Amery, Alexander von Samsonow (Bayerischer Rundfunk), Rainer Gaschler (Niederaltaich), Christian Rischert (Bayerischer Rundfunk), Helene Rahms (FAZ), Arbeitskreis Lüneburger Altstadt e. V., Sissi Fürstin zu Bentheim-Tecklenburg (Rheda-Wiedenbrück), Wilhelm Brepohl (Petershagen), BDA Bayern, Förderkreis Alte Kirchen e. V. (Marburg), Bürgervereinigung Hofheimer Altstadt, Possehlstiftung zu Lübeck
- Journalistenpreise: Max Gleissl (Bayerischer Rundfunk), Wolfgang Pehnt (Deutschlandfunk), Martin Geier (Stuttgarter Zeitung), Wulf-Peter Schroeder (Bonner Rundschau), Gisela Schütte (Die Welt)

### 1980
- Karl-Friedrich-Schinkel-Ring: Nikolaus Pevsner (London), Margarete Kühn (Berlin)
- Silberne Halbkugel: Manfred Sack, Dankwart Guratzsch, Erich Mulzer (Vorsitzender der Altstadtfreunde Nürnberg) für die Erhaltung des baulichen Erbes in der Nürnberger Altstadt, Tamara Leszner (Diemelstadt), Julius Kraft (IGB, Kirchseelte), Joseph-Ernst Fugger von Glött (Schloss Kirchheim), Annemarie Burckhardt (Basler Heimatschutz), Verein Rettet die Deichstraße e. V. (Hamburg)
- Journalistenpreise: Werner Hildenbrand (Freier Mitarbeiter beim ZDF), Helge Cramer (Freier Mitarbeiter beim Bayerischen Rundfunk), Karl-Hermann Huhn (Hessische/Niedersächsische Allgemeine)

### 1981
- Karl-Friedrich-Schinkel-Ring: Julius Posener, Alfred Toepfer
- Silberne Halbkugel: Dieter Robert Frank (Freier Mitarbeiter beim Sender Freies Berlin), Lore Ditzen (Sender Freies Berlin), Günter Kühne („Bauwelt“), Lübecker Althaussanierer-Gemeinschaft, Traugott Scherg (Pfaffenhofen), Stadtjugendring Rottweil, Willy Weyres (Aachen), Dieter Wieland (Freier Mitarbeiter beim Bayerischen Rundfunk), Claudia Wolff (Freie Mitarbeiterin beim Westdeutschen Rundfunk)
- Journalistenpreise: Volker Panzer (Freier Mitarbeiter beim ZDF), Jürgen Schreiber (Frankfurter Rundschau), Werner Strodthoff (Kölner Stadtanzeiger)

### 1982
- Karl-Friedrich-Schinkel-Ring: Jan Zachwatowicz (Warschau)
- Silberne Halbkugel: Arbeitskreis zur Erhaltung des historischen Stadtgefüges Bonn, Jürgen Böddrich (MdL, München), Erich Schosser (MdL, München), Hans W. Hertz (Notar, Hamburg), Traute Meyer (Sylt), Günter Stachel (Oberlehrer, Langenburg-Unterregenbach), Heinrich Dräger (Lübeck)
- Journalistenpreise: Manfred Höffken (Freier Mitarbeiter beim Westdeutschen Rundfunk), Manfred E. Schuchmann (freier Mitarbeiter beim Hessischen Rundfunk), Marlis Haase (NRZ, Essen), Karl-Heinz Schmitz (Kölner Rundschau)

### 1983
- Karl-Friedrich-Schinkel-Ring: Albert Knoepfli (Aadorf/Schweiz)
- Silberne Halbkugel: Gertrud Diepolder (Bayerischer Rundfunk), Rolf Romero (Seeheim), Nikolai von Michalewsky (Freier Mitarbeiter beim Westdeutschen Rundfunk), Gisela und Reinhold Wiedenmann (Schloss Habelsee), Georg Simnacher (Günzburg)
- Journalistenpreise: Knut Fischer (Westdeutscher Rundfunk), Sigrid Hoff (Freie Mitarbeiterin beim Sender Freies Berlin), Monika Zimmermann (FAZ)

### 1984
- Karl-Friedrich-Schinkel-Ring: Walter Bader (Xanten), Wolf Jobst Siedler, Alexander Freiherr von Branca (München)
- Silberne Halbkugel: Initiativgruppe zur Erhaltung der Villa Ichon (Bremen), Interessengemeinschaft erhaltenswerte Bauwerke und Umwelt (Trossingen), Interessengemeinschaft Baupflege Nordfriesland (Bredstedt), Gisela und Fritz Rüth (Norddorf/Amrum), Dieter Schewe (MinDir. a. D., Remagen-Oberwinter), Friedrich Ellermeier (Hardegsen)
- Journalistenpreise: Günther Fiedler (ZDF), Richard Schneider (Sender Freies Berlin), Gabriele Hoffmann (Freie Mitarbeiterin bei Radio Bremen), Rolf Hardenbicker (Kölner Rundschau)

### 1985
- Karl-Friedrich-Schinkel-Ring: Hans Nadler (Dresden)
- Silberne Halbkugel: Dieter Hoffmann-Axthelm, Armin Leebmann (Kloster Asbach, Rotthalmünster), Michael Metschies (Wuppertal), Greifenstein Verein e. V. (Greifenstein), Vereinigung für Denkmalpflege, Stadterhaltung und Stadtbildpflege e. V. (Warendorf), Redaktion „aspekte“ (ZDF)
- Journalistenpreise: Falk Jaeger, Freier Journalist (Berlin), Ludwig Ott (Freier Mitarbeiter beim Bayerischen Rundfunk), Günter Schießl (Freier Journalist, Regensburg), Angela Storjohann (Freie Mitarbeiterin beim Norddeutschen Rundfunk)

### 1986
- Karl-Friedrich-Schinkel-Ring: Walter Frodl (Wien)
- Silberne Halbkugel: Bauverein Wernerkapelle (Bacharach), Elsa Buchwitz (Vereinigung Hamelner Bürger zur Erhaltung ihrer Altstadt), Gesellschaft zur Erhaltung Alt Augsburger Kulturdenkmale e. V., Bürgerinitiative Ravensberger Spinnerei (Bielefeld), Victor Harth (Bamberg), Erwin Schleich (München)
- Journalistenpreise: Gerwin Dahm (ZDF), Brigitte Stark (Südwestfunk, Gernsbach), Dieter Kapff (Stuttgarter Zeitung), Hans-Peter Jahn (Esslinger Zeitung)

### 1987
- Karl-Friedrich-Schinkel-Ring: Hans Maier (München)
- Silberne Halbkugel: Friedrich Berentzen (Haselünne), Redaktion Der Architekt (Bonn), Freundeskreis des Klosters Arnsburg e. V. (Lich), Kreisheimatverein Beckum-Warendorf e. V. (Beckum-Neubeckum), Detlef Schünemann (Verden), Schwäbischer Heimatbund e. V. (Stuttgart)
- Journalistenpreise: Christoph Biemann, Armin Maiwald, Dieter Saldecki (Westdeutscher Rundfunk), Susanne Offenbach (Süddeutscher Rundfunk), Ernestine Koch (Freie Mitarbeiterin beim Bayerischen Rundfunk)

### 1988
- Karl-Friedrich-Schinkel-Ring: Ludwig Deiters, Berlin (Ost)
- Silberne Halbkugel: Erhard Bouillon (Vorstandsmitglied der Hoechst AG), Robert Knüppel (Bürgermeister a. D., Lübeck), Hans P. Koellmann (Dortmund), Marie-Luise Niewodniczanska (Bitburg), Kulturredaktion der FAZ
- Journalistenpreise: Georg F. Förtsch (Freier Mitarbeiter beim Bayerischen Rundfunk), Gerd Dieter Liedtke (Freier Mitarbeiter beim Bayerischen Rundfunk), Wolfgang Neumann-Bechstein (ZDF), Barbara Hildebrandt (Freie Mitarbeiterin beim ZDF)

### 1989
- Karl-Friedrich-Schinkel-Ring: Hardt-Waltherr Hämer (Berlin), Gerhard Rabeler (Münster)
- Silberne Halbkugel: Franz Schned (Bischofswiesen), Gesellschaft der Freunde und Förderer des Alten Friedhofs in Bonn e. V., Bürgerinitiative Erbach/Odenwald e. V., Waldgenossenschaft und Verein der ehemaligen Rechtler der Gemeinde Oberstdorf
- Journalistenpreise: Karin Alles (freie Mitarbeiterin beim Hessischen Rundfunk), Sybille Maus (Freie Mitarbeiterin beim Süddeutschen Rundfunk, Stuttgart), Dieter Robert Frank (freier Mitarbeiter beim Sender Freies Berlin), Klaus Deinaß (Rheinzeitung Koblenz)

### 1990
- Karl-Friedrich-Schinkel-Ring: nicht vergeben
- Silberne Halbkugel: Rudolf Birtel (Neunkirchen), Peter Dorn (Großschönau/Sachsen), Ernst Kähler (Ingelheim), Bodo Rasch (Leinfelden-Echterdingen), Dieter Stolte (Intendant des ZDF)
- Journalistenpreise: Carla Kalkbrenner (Deutscher Fernsehfunk), Helga Knich-Walter (Freie Mitarbeiterin des Saarländischen Rundfunks), Susanne Wetterich (Süddeutscher Rundfunk), Petra Wettlaufer-Pohl (Hessische/Niedersächsische Allgemeine)

### 1991
- Karl-Friedrich-Schinkel-Ring: Hans Berger (Institut für Denkmalpflege, Halle/Saale)
- Silberne Halbkugel: Friedrich Rebers (Präsident des Bürgerparkvereins Bremen), Heinz Dreißig (Altbürgermeister Saathain, Kreis Liebenwerda), Bürgerinitiative „Altstadtentwicklung e. V.“ (Erfurt); Ulrich Faßhauer (Stadtdirektor Lemgo); Rudolf Mett (Altbürgermeister, Königsberg in Bayern)
- Journalistenpreise: Dieter Bartetzko (Hessischer Rundfunk), Detlef Kuzia (Freier Journalist, Rostock), Gabriele Pattberg, Ulrich Neumann (Südwestfunk), Jürgen Schneider (Zweites Deutsches Fernsehen)

### 1992
- Karl-Friedrich-Schinkel-Ring: Dieter Wieland (Freier Autor und Fernsehregisseur)
- Silberne Halbkugel: Ulrich Aust (Dresden), Initiative „Bürger für Heidelberg e. V.“, Hellmut Pflüger (Ulm), Horst Kranich (Görlitz), Georg Rehklau (Memmingen-Steinheim), Hanns Egon Wörlen (Architekt BDA), Gisela Graichen (ZDF)
- Journalistenpreise: Erich Faßbender (Südwestfunk), Martina Zöllner (Süddeutscher Rundfunk), Marlene Apmann (Saarländischer Rundfunk), Manfred Wagner (Dresden)

### 1993
- Karl-Friedrich-Schinkel-Ring: nicht vergeben
- Silberne Halbkugel: Barbara Hildebrandt (freie Mitarbeiterin beim Sender Freies Berlin), Förderverein „Schloss Horst e. V.“ (Gelsenkirchen-Horst), Heinrich Losch (Lauchhammer-Mitte), Wilhelm Mastaler (Güstrow), Förderverein „Museumspark Baustoffindustrie Rüdersdorf e. V.“ (Rüdersdorf), Peter Wetter (Stuttgart), Fuldaer Zeitung (Regional- und Lokalredaktion Fulda)
- Journalistenpreise: Elli G. Kriesch (Historikerin, Regisseurin beim BR und Autorin), Annette Strelow und Nils Aschenbeck (Radio Bremen), Hannegret Biesenbaum (Sender Freies Berlin)

### 1994
- Karl-Friedrich-Schinkel-Ring: Dieter Hennebo
- Silberne Halbkugel: Otto Braasch, Karl-Heinz Knörzer (Neuss), Walter Saal (Merseburg), Interessengemeinschaft Weinbergkirche Pillnitz e. V. (Dresden), Verein für Geschichte und Heimatkunde e. V. (Pulheim)
- Journalistenpreise: Jan Gympel (Journalist, Berlin), Volker Lange (Freier Journalist, Hamburg), Adolf Stock (DeutschlandRadio Berlin), Kurt Tetzlaff (Freier Autor und Regisseur, Potsdam)

### 1995
- Karl-Friedrich-Schinkel-Ring: nicht vergeben
- Silberne Halbkugel: Familie Titus Christian (Dahnen/Kreis Bitburg-Prüm), Heinz Gerling (Magdeburg), Ursula Peters (München), Krefelder Rennverein e. V. (Krefeld), Wolfgang Stübner (Herrnhut)
- Journalistenpreise: Nikolaus Bernau (freier Journalist beim Tagesspiegel, Berlin), Ute Gebhardt (Freie Mitarbeiterin beim Mitteldeutschen Rundfunk), Dora Heinze (Freie Mitarbeiterin beim Sender Freies Berlin), Raymond Ley (Freier Mitarbeiter beim Mitteldeutschen Rundfunk), Dietmar Schellin (Freier Medienautor beim Saarländischen Rundfunk)

### 1996
- Karl-Friedrich-Schinkel-Ring: Karl Graf von Schönborn-Wiesentheid
- Silberne Halbkugel: Arbeit und Lernen Hamburg GmbH, db-deutsche bauzeitung (Chefredakteur Wilfried Dechau), Rheinischer Verein für Denkmalpflege und Landschaftsschutz (Ortsverband Köln), Konrad Rohling (Osnabrück), Redaktion „Kultur und Unterhaltung“ des SDR/SWF, Ralph Zenker (Franken/Sachsen), Redaktion Länderspiegel (ZDF)
- Journalistenpreise: Martina Dase (Sender Freies Berlin, Freie Autorin), Wilma Pradetto (Sender Freies Berlin, Regisseurin und Autorin)

### 1997
- Karl-Friedrich-Schinkel-Ring: Karl Ganser (IBA Emscher Park, Gelsenkirchen), Wolfgang Preiss (Dresden)
- Silberne Halbkugel: „Schloss Batzdorf e. V.“ (bei Meißen), Peter Breidenbach, Ulrich Röhlen (Firma Claytec, Viersen), Kortum-Gesellschaft Bochum e. V., Redaktion „blickpunkt“ (ZDF)
- Journalistenpreise: Jörn Kalkbrenner (Ostdeutscher Rundfunk Brandenburg), Peter Leuschner („tz“, München), Horst Pomsel (Freier Journalist, Aachen), Malte Römer (Deutsche Welle)

### 1998
- Karl-Friedrich-Schinkel-Ring: nicht vergeben
- Silberne Halbkugel: Fritz und Robert Burbes (Saarbrücken), Förderverein Kloster e. V. (Horb), Förderverein Romanische Kirchen e. V. (Köln), Redaktion „Land und Leute“ (Bayerischer Rundfunk/Fernsehen), Ruth Lemmer, Uwe Rieder (Redaktion „Handelsblatt“), Hadwiga Fertsch-Röver, Gerhard Kraus (Sendereihe Quarks & Co. mit Ranga Yogeshwar, Hessischer Rundfunk/hr1, Westdeutscher Rundfunk/Fernsehen)
- Journalistenpreise: Stefan Brauburger (Stellv. Leiter der ZDF-Redaktion Zeitgeschichte), Renate Drommer, Gabriele Schwartzkopff (Freie Autorinnen des Senders Freies Berlin), Günter Kowa (Redakteur, Mitteldeutsche Zeitung), Volker Wolter (Hamburg)

### 1999
- Karl-Friedrich-Schinkel-Ring: Paul Raabe (Wolfenbüttel)
- Silberne Halbkugel: Uwe Bielefeld (Trebsen), Ludger Kemming (Hamersleben), Bernhard Lange (Magdeburg), Gisela Spruck (Glauburg/Wetteraukreis), Verein zum Erhalt der Ruine des Kieler U-Boot-Bunkers „Mahnmal Kilian“
- Journalistenpreise: Christiane Albus (Südwestrundfunk), Gabriele Denecke (Sender Freies Berlin), Wolfram Nagel (DeutschlandRadio/MDR), Jürgen Tietz (Freier Journalist, Berlin)

### 2000
- Karl-Friedrich-Schinkel-Ring: nicht vergeben
- Silberne Halbkugel: Arbeitsgemeinschaft „Städte mit historischen Stadtkernen des Landes Brandenburg“, „Aus- und Fortbildungsverbund (AuF) im Landkreis Kassel e. V.“ (für den Wiederaufbau des Wasserschlosses Wülmersen), Manfred Finke (Sprecher der „Bürgerinitiative Rettet Lübeck“, Lübeck), Förderverein Projekt Wäschefabrik e. V. (Bielefeld), Richard Schneider (Sender Freies Berlin), Verein zur Rettung und Erhaltung der Neuenburg e. V. (Freyburg/Unstrut)
- Journalistenpreise: Werner von Bergen (ZDF-Redaktion „Literatur und Kunst“), Jürgen Haese (Freier Autor und Journalist, Hamburg), Andreas Rossmann (Feuilletonredakteur der FAZ), Ernst Wegener (Redakteur der FAZ)

### 2001
- Karl-Friedrich-Schinkel-Ring: Norbert Huse (Ordinarius für Kunstgeschichte, TU München)
- Silberne Halbkugel: Klaus Betzner (Berlin), Ruth Cornelsen (Cornelsen Kulturstiftung Berlin), Bürgerinitiative „Mauerspechte“ der Stadt Steinau an der Straße, Wernfried Fieber (Halle), Hans Hoffmeister (Chefredakteur der Thüringischen Landeszeitung, Weimar)
- Journalistenpreise: Alexa Hennings (Freie Journalistin und Autorin, Rosenhagen), Katja Herr (Freie Filmautorin, Leipzig), Gottfried Knapp (Feuilleton-Redakteur der Süddeutschen Zeitung), Hanno Rauterberg (Feuilleton-Redakteur, Die Zeit)

### 2002
- Karl-Friedrich-Schinkel-Ring: nicht vergeben
- Silberne Halbkugel: Dieter Bartetzko (Feuilleton-Redakteur der FAZ), Karl Bernert (Löbau), „Förderverein Kloster/Schloß Bentlage e. V.“ (Rheine), Thomas Gundermann (OStR, Robert-Koch-Schule, Clausthal-Zellerfeld), Rainer Münchow (Lehrer an der Kooperativen Gesamtschule Elmshorn, Horst), Berliner Filmkunsthaus Babylon e. V. (für die Bewahrung und Restaurierung des Kino Babylon), Verein zur Erhaltung der Isenburg e. V. (Hattingen)
- Journalistenpreise: Titus Richter (Redakteur MDR-Kulturmagazin), Felix Oehler (Freier Fernsehjournalist, Berlin), Kölner Kabarettisten-Quartett (Köln), Ingeborg Kunze (Ressortleiterin beim Reutlinger General-Anzeiger)

### 2003
- Karl-Friedrich-Schinkel-Ring: Hugo Borger (Bonn), Peter Dussmann (Dussmannstiftung, München), ZDF (Intendant Markus Schächter)
- Silberne Halbkugel: Gisela Charlotte und Bodo Daetz (Harrislee), Förderkreis Bundesfestung Ulm e. V. (Neu-Ulm), Bürgerinitiative Wanfried-Heldra (Werra-Meißner-Kreis), Frank Linde (Diedrichshof)
- Journalistenpreise: Oliver G. Hamm (Chefredakteur Deutsches Architektenblatt, Berlin), Monika Schepeler (Freie Journalistin beim NDR Landesfunkhaus Mecklenburg-Vorpommern), Heinz Stade (Freier Journalist, Erfurt)

### 2004
- Karl-Friedrich-Schinkel-Ring: Gottfried Kiesow (Vorstandsvorsitzender der Deutschen Stiftung Denkmalschutz)
- Silberne Halbkugel: „AG Minifossi“ der Friedrich-Ebert-Schule (Schopfheim), Freiberger Altertumsverein e. V. und das Geschwister-Scholl-Gymnasium (Freiberg), Marina und Alexander von Halem (Zeilitzheim, für vorbildliche und tatkräftige Instandsetzung, Pflege und Nutzung von Schloss und Park Zeilitzheim als kulturelles Zentrum in der Region), Initiative Alte Schmelz St. Ingbert e. V. (St. Ingbert), Hannelore und Helmut Kißner (Berlin), Matthias Sträßner und Wolf Werth (Deutschlandfunk)
- Journalistenpreise: Dirk Liebenow (Leiter der Redaktion „Kulturspiegel“ beim NDR1, Landesfunkhaus Niedersachsen, Hannover), Ira Diana Mazzoni (Freie Journalistin, Kröning), Ratgeberreihe der Umweltredaktion „OZON“ (Rundfunk Berlin-Brandenburg, Standort Potsdam)

### 2005
- Karl-Friedrich-Schinkel-Ring: Georg Mörsch (Zürich)
- Silberne Halbkugel: Bewag AG & Co. KG und Vattenfall Europe AG (Berlin), Knut Krüger (Beeskow), Eckhard Günther Laufer (ehrenamtlicher Bodendenkmalpfleger, Usingen, für seine Verdienste im Kampf gegen illegale Archäologie), Verein „Focke-Windkanal e. V.“ (Bremen), Verein „Seifersdorfer Thal e. V.“ (Dresden)
- Journalistenpreise: Markus Frobenius (Freier Journalist, Kaufbeuren), Scala-Redaktion WDR5 (Köln), Engelbert Schwarzenbeck (Redaktion Geschichte und Gesellschaft des Bayerischen Rundfunks, für seine Beiträge über Boden- und Baudenkmalpflege); Andrea Röpke und René Schulthoff (Radio Bremen, für den Fernsehbeitrag „Gedenkstätten wider Willen“)

### 2006
- Karl-Friedrich-Schinkel-Ring: nicht vergeben
- Silberne Halbkugel: Berliner Unterwelten e. V. (vertreten durch Dietmar Arnold und Ingmar Arnold, für „die pionierhafte Erschließung und Vermittlung der denkmalwürdigen unterirdischen Berliner Bauwerke“[3]), Arthur Ulrich Böhme (OKR i. R., Kleinröhrsdorf), „Förderverein Hamburger Sternwarte e. V.“, „Förderverein Schlossmuseum Wolfshagen e. V.“ (Lkr. Prignitz), Knut Kreuch (Günthersleben-Wechmar), Karl Rausch (Wusterhusen, Lkr. Ostvorpommern), Willi Sutter (Titisee-Neustadt)
- Journalistenpreise: Heike Lüttich (Feste Freie Mitarbeiterin beim SWR-Studio Heilbronn), Lutz Panhans (Leiter des ZDF-Landesstudios Mecklenburg-Vorpommern), Redaktion „Kulturreport aus Hamburg“ (NDR)

### 2007
- Karl-Friedrich-Schinkel-Ring: Hermann-Hinrich Reemtsma (Gründer der Hermann Reemtsma Stiftung, Hamburg)
- Silberne Halbkugel: Arbeitskreis Dortmund im Förderverein Bergbauhistorischer Stätten Ruhrrevier e. V. (Dortmund), Förderverein Kloster Bredelar e. V. (Marsberg-Bredelar), Sigrid Hoff (Freie Journalistin, Berlin), Christel Schmidt (Hanshagen/Mecklenburg-Vorpommern), Studentische Initiative Kabelfabrik Oberschöneweide (Berlin)
- Journalistenpreise: Stephanie Peißker (Redakteurin der Wolfenbütteler Zeitung), Peter Prestel (Freier Autor und Regisseur, Eichstätt), Redaktion „Brandenburg aktuell“ (rbb Potsdam), Heinrich Wefing (Leitender Feuilletonkorrespondent der FAZ, Berlin)

### 2008
- Karl-Friedrich-Schinkel-Ring: nicht vergeben
- Silberne Halbkugel: Wilderich Graf von und zu Bodman (Bodman-Ludwigshafen), baudenkmal berufsschule bernau e. V. (Bernau-Waldfrieden), Bauverein Historische Stadt Oberwesel e. V. (Oberwesel), Harry Träger (Berkatal-Frankershausen), Landesverband für Unterwasserarchäologie Mecklenburg-Vorpommern e. V. (Putgarten), Förderkreis zur Erhaltung Eisenachs e. V. (Eisenach)
- Journalistenpreise: Carola Grau (freie Autorin, Südwestdeutscher Rundfunk, Weissach), Meinhard Prill (Autor, Bayerischer Rundfunk), Angela Bachmair (Redakteurin, Kulturredaktion Augsburger Allgemeine), Frauke Thiele (Autorin, rbb, Potsdam)

### 2009
- Karl-Friedrich-Schinkel-Ring: Wolfgang Pehnt
- Silberne Halbkugel: Werner von Bergen (ZDF), Carl Herzog von Württemberg, Rudolf Schröder (Dresden), Alfred Danner (Oberndorf am Neckar), Liselotte und Klaus Thiele (Wolfenbüttel)
- Journalistenpreise: Lorenz Storch (Bayerischer Rundfunk), Angela Joschko (Hessischer Rundfunk), Katrin Aue/Robin Avram (rbb), Carola Wedel (ZDF)[4]

### 2010
- Karl-Friedrich-Schinkel-Ring: nicht vergeben
- Silberne Halbkugel: Stromer'sche Kulturgut-, Denkmal- und Naturstiftung (Erlangen), Eckhard Herrel, Vorsitzender der Ernst-May-Gesellschaft e. V. (Frankfurt a. M.), Förderverein Stahlmuseum Brandenburg a.d. Havel e. V., Initiative Beethovenhalle (c/o Kunsthistorisches Institut der Universität Bonn), Harm Paulsen (Schleswig)
- Journalistenpreise: Dennis Wagner (Mitteldeutscher Rundfunk, Leipzig), Katrin Vetters (Südwestrundfunk, Mainz), Stefanie Müller-Frank (Deutschlandradio Kultur, Berlin), Frank Kallensee (Märkische Allgemeine, Potsdam), Werner Kurz (Hanauer Anzeiger)

### 2011
- Karl-Friedrich-Schinkel-Ring: nicht vergeben
- Silberne Halbkugel: Eisenhüttenstädter Wohnungsbaugenossenschaft e.G. (EWG), Gesellschaft für Archäologie in Bayern e. V., Mühlenverein im Kreis Minden-Lubbecke e. V. (Petershagen-Frille), Erika Friderichs (Denkmal-Netzwerk der Stadt Mainz), Verein HausHalten e. V. (Leipzig), Freundes- und Förderkreis des Universitätsklinikums Hamburg-Eppendorf e. V., Nikolaus Bernau (Freier Redakteur der Berliner Zeitung und Freier Autor)
- Journalistenpreis: Sybille Krafft (Bayerischer Rundfunk), Ralf Raimo Jung (freier Journalist WDR Köln), Redaktion der Winnender Zeitung

### 2012
- Karl-Friedrich-Schinkel-Ring: nicht vergeben
- Silberne Halbkugel: Uwe Klein (Meiningen), Reinhard Wolf (Marbach am Neckar), UT Connewitz e. V. (Leipzig), Christian und Johannes Kahl (Schloss Riede/Landkreis Kassel), Heinz Günter Horn (Wesseling), Uwe Karstens (Ascheberg)
- Journalistenpreis: Thorsten Mack (Autor, Norddeutscher Rundfunk), Sabine Astrid Carbon (Autorin, rbb), Arnold Bartetzky (freier Journalist und Kunsthistoriker am Geisteswissenschaftlichen Zentrum Geschichte und Kultur Ostmitteleuropas, Leipzig)
- (neu ausgelobter) Internetpreis: Architektenkammer und Ingenieurkammer-Bau Nordrhein-Westfalen

### 2013
- Karl-Friedrich-Schinkel-Ring: Michael Petzet, München
- Silberne Halbkugel: Förderkreis Alte Kirchen Berlin-Brandenburg e. V., Berlin; Trägerverein Haus der Vereine in der Alten Dreherei e. V., Mülheim a.d.Ruhr; Ernst Rainer Hönes, Mainz; Förderkreis Jahnkampfbahn Wald e. V., Solingen; Landesverein Sächsischer Heimatschutz e. V., Dresden
- Journalistenpreis: Andreas Sawall, Freier Autor, Berlin; Jürgen Gressel-Hichert, RBB, Berlin-Brandenburg; Hans Kratzer, Süddeutsche Zeitung, München
- Internetpreis: www.denkmalnetzbayern.de, München[5]

### 2014
- Karl-Friedrich-Schinkel-Ring: Michael Bräuer, Stadtplaner, Rostock
- Silberne Halbkugel: Archäologisches Spessartprojekt,[6] Aschaffenburg; Bauhütte und Förderverein an St. Katharinen, Hamburg; Eisenbahnfreunde „Richard Hartmann“, Chemnitz;[7] Verein „Rettung Schloss Blankenburg“ e. V.,[8] Sachsen-Anhalt; Heinz-Dieter Freese, Sassenburg (Ehrenamtlicher Luftbildarchäologe)
- Journalistenpreis: Silke Klose-Klatte (HR); Helge Drafz (WDR); Michaela Gerike (RBB), Carsten Müller (freier Journalist)[9]

### 2015
- Karl-Friedrich-Schinkel-Ring: nicht vergeben
- Silberne Halbkugel: „Vereinigung Freunde der Altstadt Regensburg e. V.“; Horst von Bassewitz, Hamburg, Förderverein „Festung Zitadelle Jülich e. V.“ (Nordrhein-Westfalen); Joachim Felgenhauer (Mecklenburg-Vorpommern); Nicole und Carlo Sente-Ligbado (Luxemburg); Wüstenrot Stiftung (Baden-Württemberg)
- Journalistenpreis: Susanne Brahms (radiobremen); Michaela Schenk und Axel Hemmerling (MDR); Judith Burger (MDR); Tiemo Rink (Der Tagesspiegel, Berlin)

### 2016
- Karl-Friedrich-Schinkel-Ring: nicht vergeben
- Silberne Halbkugel: Helmut Barth (Hamburg); Axel Hindemith (Niedersachsen); Äbtissinnen des Klosters Stift zum Heiligengrabe (Brandenburg); Stephan Prinz zur Lippe (Nordrhein-Westfalen); Arbeitskreis Werbener Altstadt e. V. (Sachsen-Anhalt)
- Journalistenpreis: Ramona Popp (Mediengruppe Oberfranken); Markus Clauer (Die Rheinpfalz); Redaktion Landesart (SWR Funkhaus Mainz); Susanne Werling (Südwestrundfunk)
- Internetpreis: Rhein-Neckar-Industriekultur e. V.

### 2017
- Karl-Friedrich-Schinkel-Ring: nicht vergeben
- Silberne Halbkugel: Trier Gesellschaft e. V. (Rheinland-Pfalz); Förderverein Hofgestüt Bleesern e. V. (Sachsen-Anhalt); Denkmal Kultur Mestlin e. V. (Mecklenburg-Vorpommern); Forschungsstelle Glasmalerei des 20. Jahrhunderts e. V. (Nordrhein-Westfalen); Verein zur Erhaltung der Geraer Höhler e. V. (Thüringen); Manfred Kegel (Sachsen)
- Journalistenpreis: Ralph Baudach (Norddeutscher Rundfunk); Jens Arndt (Rundfunk Berlin-Brandenburg); Maya Kristin Schönfelder (Rundfunk Berlin-Brandenburg)
- Internetpreis: André Winternitz (www.rottenplaces.de)

### 2018
- Karl-Friedrich-Schinkel-Ring: Jerzy Ilkosz (Breslau, Polen); Alexander Fürst zu Sayn-Wittgenstein-Sayn (Rheinland-Pfalz)
- Silberne Halbkugel: Arbeitskreis für Erdstallforschung e. V. (Bayern); Förderkreis Bahnhof Belvedere e. V. Köln-Müngersdorf (Nordrhein-Westfalen); Bauhütte Stadtgottesacker e. V. (Sachsen-Anhalt); Freundeskreis Schloss Wildenfels e. V. (Sachsen); Verein Wassermühle Karoxbostel e. V. (Niedersachsen)
- Journalistenpreis: Kathrin Beck (Zweites Deutsches Fernsehen); Daniela Lentin und Simone Augustin (RadioBERLIN 88,8, rbb); Till Raether (Süddeutsche Zeitung); Manfred Kubiak und Arthur Penk (Heidenheimer Zeitung)
- Internetpreis: Karin Berkemann, Daniel Bartetzko und C. Julius Reinsberg (www.moderne-regional.de)

### 2019
- Karl-Friedrich-Schinkel-Ring: Ernst Greten (Fagus-GreCon)
- Silberne Halbkugel: Besucherbergwerk Förderverein F60 e. V. (Brandenburg); Gesellschaft der Freunde des Dessau-Wörlitzer Gartenreichs e. V. (Sachsen-Anhalt); Stiftung Oldenburger Wall e. V. (Schleswig-Holstein); Schlosspatrioten Homberg an der Ohm e. V. (Hessen), Volker Kielstein (Thüringen); Patrice Wijnands (Baden-Württemberg)
- Journalistenpreis: Wiebke Keuneke (Deutschlandfunk); Joachim Frank und Barbara Schock-Werner (Kölner Stadt-Anzeiger); Max Fellmann und Daniela Gassmann (Süddeutsche Zeitung Magazin); Herbert Stiglmaier und Frank Meißner (Bayerischer Rundfunk); Robert H. Schumann und Günther Wittmann (Medienwerkstatt Franken e. V.)
- Der Internetpreis wurde 2019 nicht vergeben.

### 2020
- Karl-Friedrich-Schinkel-Ring: Winfried Brenne (Brenne)
- Silberne Halbkugel: Denkmalstiftung Walder Kirche e. V. (Solingen, Nordrhein-Westfalen); Studentendorf Schlachtensee eG (Berlin); Achim Kramb (Hadamar, Hessen); Kirchberger Natur- und Heimatfreunde des NABU Deutschlands Ostgruppe Kirchberg e. V. (Sachsen); Bürgerinitiative „Viadukt e. V.“ (Chemnitz, Sachsen); Heimatbund Bad Dürrenberg e. V. (Sachsen-Anhalt).
- Journalistenpreis: Uli Patzwahl (Norddeutscher Rundfunk); Nils Werner (freier Journalist, Mitteldeutscher Rundfunk); Alexander Roth (Redakteur), Rita Neumaier (Landshuter Zeitung).
- Der Internetpreis wurde 2020 nicht vergeben.

### 2021
- Karl-Friedrich-Schinkel-Ring: Eva Löber (Lutherstadt-Wittenberg, Sachsen-Anhalt)
- Silberne Halbkugel: Alois Seiler, (Buttenwiesen-Lauterbach, Bayern); Denk mal an Berlin e. V. (Berlin); Förderverein Eiszeitkunst e. V. (Heidenheim an der Brenz, Baden-Württemberg); Evangelische Kulturstiftung Görlitz[15]; Freunde und Förderer des historischen Ratsschiffes MS Stadt Köln e. V. (Nordrhein-Westfalen); Verein zur Förderung des Wendlandhofes Lübeln und der Rundlinge e. V., (Jameln, Niedersachsen)
- Medienpreis: Thomas Beyer; Swen Gummich, Christine Voges, Kathrina Edinger; Karsten Gravert, Nicola Blacha; Verband Deutscher Kunsthistoriker (Bonn, Nordrhein-Westfalen)

### 2022
- Karl-Friedrich-Schinkel-Ring: nicht verliehen
- Silberne Halbkugel: Gemeinde Thüngersheim und der Verein WeinKulturGaden e. V (Thüngersheim, Bayern); Herrmann Wessling mit dem „Forum Glas e. V.“ (Klein Süntel, Niedersachsen); Birgit und Heinrich Baumgärtel (Rittergut Karow, Sachsen-Anhalt); Verein Generationenhaus Bahnhof Hümme e. V. (Hümme, Hessen); Gesellschaft der Freunde Theater Altes Hallenbad Friedberg/Wetterau e. V. (Friedberg, Hessen); Manuela Busch und Frank Wiemeyer (Gramzow, Brandenburg)
- Silberne Halbkugel, Vermittlungspreis (neu eingeführt): Arbeitsgemeinschaft historisches Ahrtal e. V. (Ahrtal, Nordrhein-Westfalen/Rheinland-Pfalz)
- Medienpreis: Kathrin Schwiering (Dokumentarfilmerin); Antje Schneider (arte); Jochen Hubmacher und Iris Milde (Deutschlandfunk); Arbeitsgruppe Presse- und Öffentlichkeitsarbeit der Vereinigung der Denkmalfachämter in den Ländern; Caroline Nokel und Karin de Miguel Wessendorf

### 2023
- Karl-Friedrich-Schinkel-Ring: nicht verliehen
- Silberne Halbkugel: Andrew Hall und Christine Hall (Schloss Derneburg, Niedersachsen); Alexander Haus e. V. Potsdam (Potsdam, Brandenburg); Verein Historische Brücke Hartmannshain e. V. (Grebenhain, Hessen); Initiative Ruine Kocherburg im Geschichtsverein Aalen e. V. (Aalen, Baden-Württemberg); Kamilla Bühring (Möckern, Sachsen-Anhalt); Jürgen Herzog (Torgau, Sachsen)
- Silberne Halbkugel, Vermittlungspreis: Die Betonisten (Mainz, Rheinland-Pfalz)
- Medienpreis: Karsten Gravert (3sat); Michael Bermeitinger (Allgemeine Zeitung); Laura Weißmüller (Süddeutsche Zeitung); Kristina Sassenscheidt (Podcast des Denkmalverein Hamburg e. V.); Louisa Schwope (Instagramkanal denkmalanhamburg)

### 2024
- Die Silberne Halbkugel[18]